# Amanda Lepore

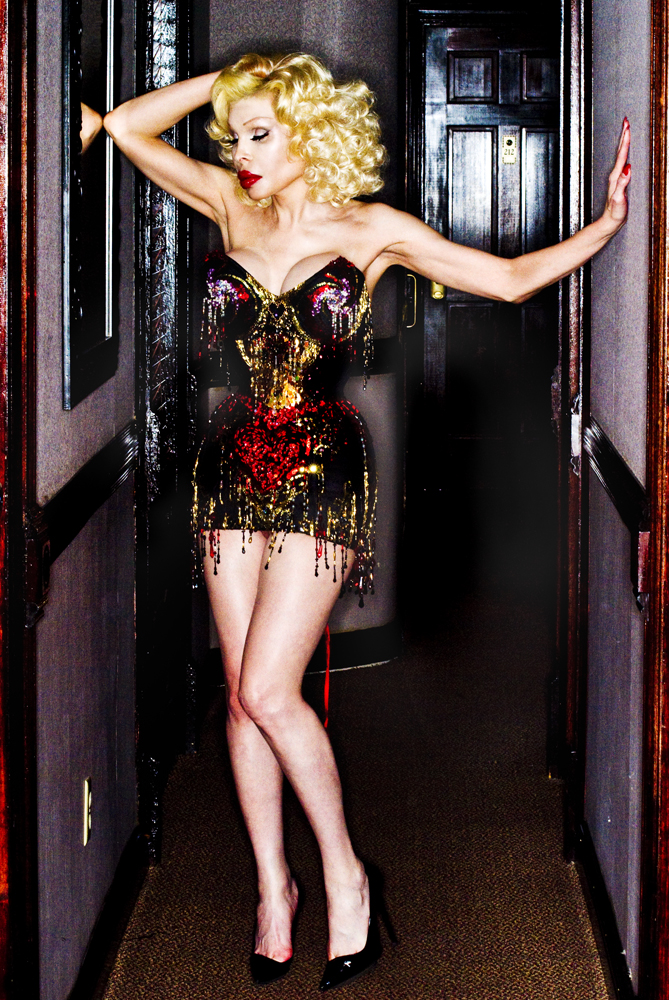
Amanda Lepore.

Amanda Lepore, född 21 november 1967 i Cedar Grove, New Jersey, är en amerikansk modell, sångerska och modeikon. Hon är öppet transsexuell och har modellat för bland annat M.A.C. Cosmetics, Swatch och Heathette. Hon är även en av fotografen David LaChapelles favoritmodeller.